# Lipidna signalizacija
Lipidna signalizacija u širem smislu se odnosi na svaki biološki signalni događaj u kome dolazi do vezivanja lipidnog glasnika za proteinski cilj, kao što je receptor, kinaza ili fosfataza, koji zatim prenosi efekat lipida i proizvodi specifične ćelijske response. Lipidna signalizacija se kvalitativno razlikuje od drugih klasičnih signalnih paradigmi (kao što je monoaminska neurotransmisija), jer lipidi mogu slobodno da se kreću putem difuzije kroz membrane. Jedna od konsenkvenci je da se lipidni glasnici ne mogu čuvati u vezikulama pre oslobađanja, te se često biosintetišu „po potrebi“ na mestu dejstva. Mnogi lipidni signalni molekuli ne mogu da slobodno cirkulišu, nego se javljaju vezani posebne noseće proteine u serumu.

## Literatura
- Arthur C. Guyton John E. Hall (1999). Медицинска физиологија. Београд: Савремена администрација. ISBN 638705999.